# استورس

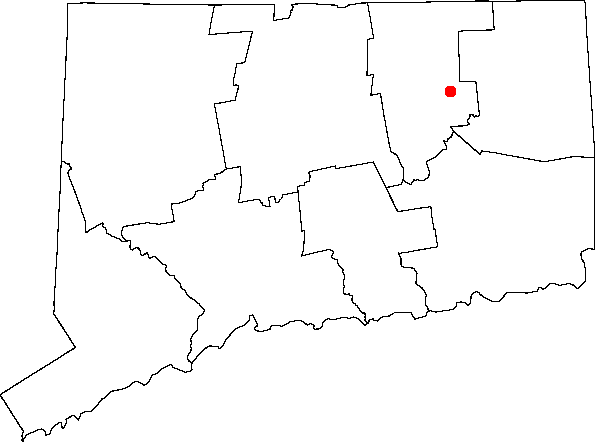
موقعیت جغرافیایی استورس در ایالت کانتیکت

استورس روستایی در ایالت کنتیکت واقع در ایالات متحده می باشد. عمده شهرت این روستا به دلیل واقع شدن پردیس اصلی دانشگاه کنتیکت در آن می باشد. جمعیت ساکن آن بدون احتساب دانشجویان در حدود ۱۰۰۰۰ نفر می باشد.